# Richard Taylor (filmmaker)
Sir Richard Leslie Taylor is een Nieuw-Zeelandse filmmaker, Oprichter en Creatieve Director van Weta Workshop en Uitvoerende producent van verschillende tv-series. Taylor is vooral gekend voor zijn werk aan de The Lord of the Rings, waarvoor hij 4 Academy Awards won.

## Biografie
In 1987 richtte Taylor samen met zijn echtgenote Tania Rodger het bedrijf RT effects op, een bedrijf waarmee ze special effects zouden maken voor film en televisie. Zeven jaar lang maakte ze miniaturen, kostuums en "Prostetic Make-up" voor verschillende series en films. In 1993 werd de Digitale divisie van het bedrijf opgericht, namelijk Weta Digital. In 1994 worden Peter Jackson en Jamie Selkirk in het bedrijf betrokken en wordt het bedrijf omgevormd naar Weta Workshop. Eind jaren 90 worden Taylor en Weta Workshop betrokken bij het ontwikkelen van de epische The Lord of the Rings Trilogy van Peter Jackson. Samen met een gigantisch team is Taylor verantwoordelijk voor o.a. de make-up, decor, ontwerpen, kostuums en special effects van deze trilogy. Taylor won in totaal 5 Academy Awards, waarvan er 4 voor zijn werk aan The Lord of the Rings.
In 2004 werd Taylor een "Officer of the New Zealand Order of Merit" voor zijn werk in de Film-industrie. In 2010 werd hij gepromoveerd tot "Knight Companion of the New Zealand Order of Merit". Sindsdien draagt hij in Nieuw-Zeeland de officiële titel van Sir.

## Belangrijkste Prijzen en nominaties

### Academy Awards
Richard Taylor werd genomineerd voor 6 Academy Awards, waarvan hij er 5 won:
- 2002: Best Effects, Visual Effects - The Lord of the Rings: The Fellowship of the Ring (Samen met Jim Rygiel, Randall William Cook en Mark Stetson);
- 2002: Best Make-up - The Lord of the Rings: The Fellowship of the Ring (Samen met Peter Owen);
- 2004: Best Make-up - The Lord of the Rings: The Return of the King (Samen met Peter King);
- 2004: Best Costume Design - The Lord of the Rings: The Return of the King (Samen met Ngila Dickson );
- 2006: Best Achievement in Visual Effects - King Kong (Samen met Joe Letteri, Brian Van't Hul en Christian Rivers);

### BAFTA Awards
Richard Taylor werd genomineerd voor 9 BAFTA Awards, waarvan hij er 4 won:
- 2002: Best Make-up/Hair - The Lord of the Rings: The Fellowship of the Ring (Samen met Peter Owen en Peter King);
- 2002: Best Achievement in Special Visual Effects - The Lord of the Rings: The Fellowship of the Ring (Samen met Jim Rygiel, Alex Funke, Randall William Cook en Mark Stetson);
- 2003: Best Costume Design - The Lord of the Rings: The Two Towers (Samen met Ngila Dickson)
- 2006: Best Achievement in Visual Effects - King Kong (Samen met Joe Letteri, Brian Van't Hul en Christian Rivers);